# ذيل الفرس

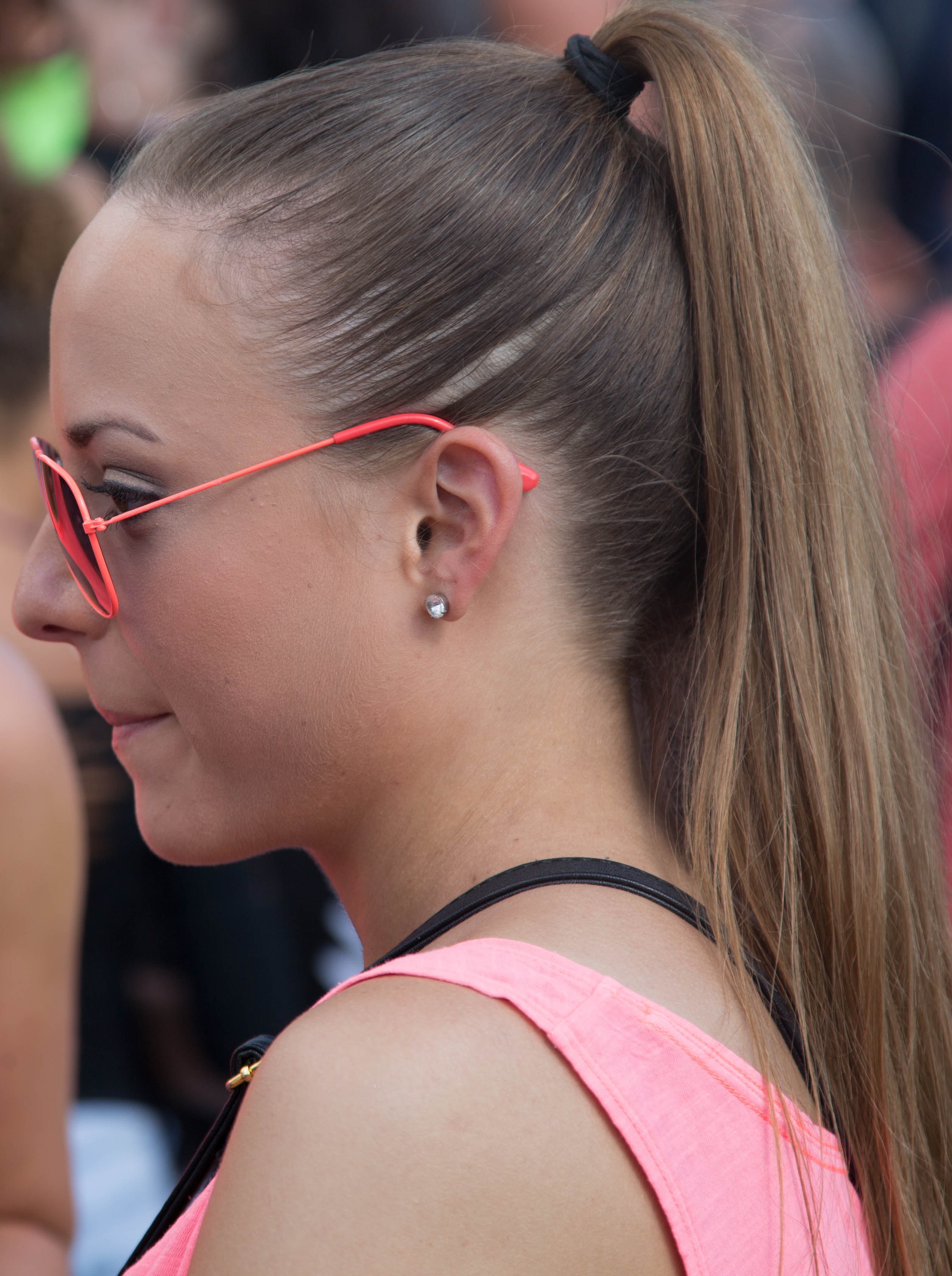
صورة جانبية لذيل الفرس.

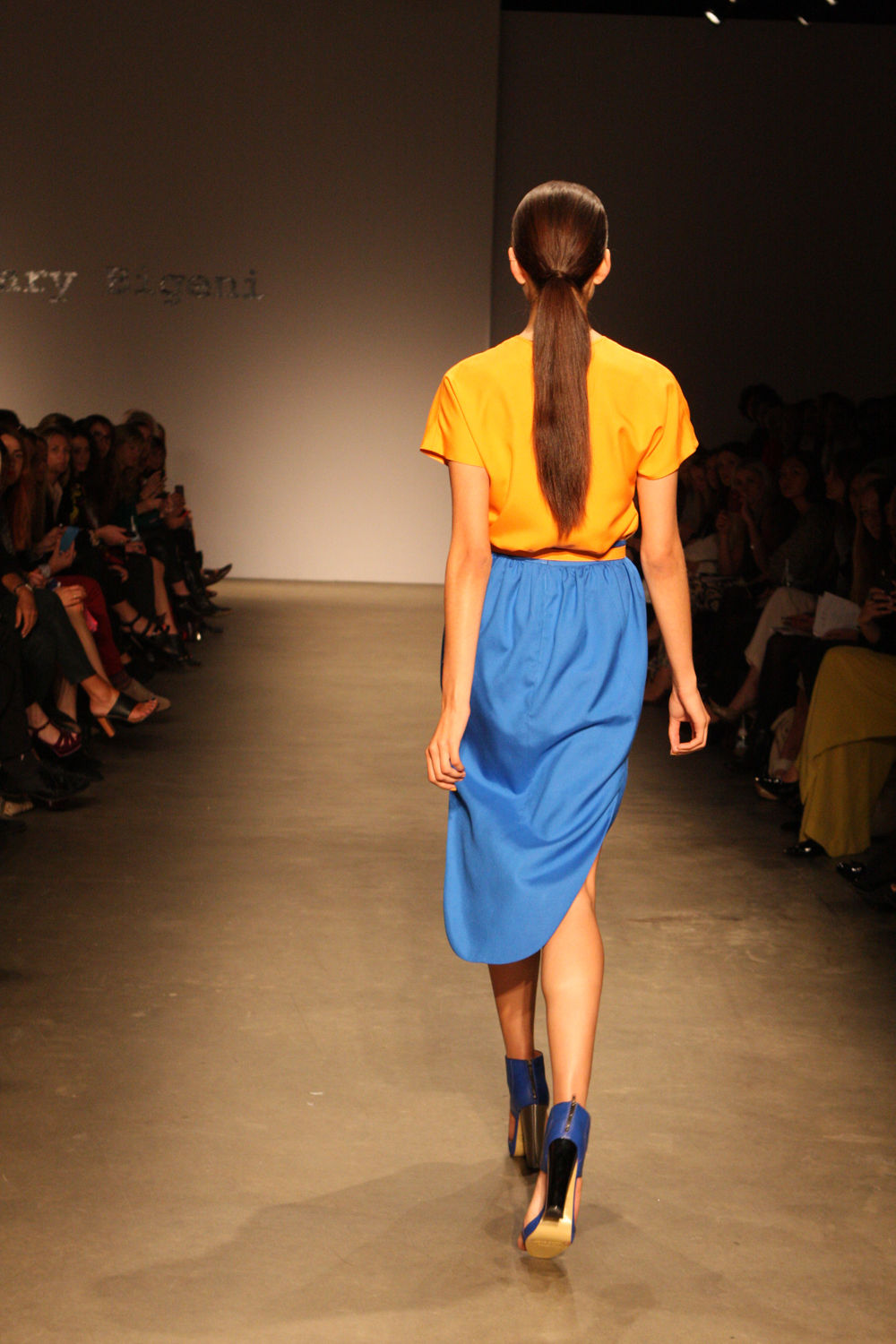
صورة خلفية لذيل الفرس.

ذَيْل الفَرَس أو السابة (بالإنجليزية: ponytail)‏ هي تسريحة شعر تتم عبر سحب بعض أو معظم الشعر أو الشعر كله بعيدا عن الوجه وجمعه ثم ربطه خلف الرأس بربطة شعر أو ملقط، بحيث يظل الشعر المربوط مسدولا. سميت كذلك لشبهها بذيل الفرس.
تتمركز تسريحة ذيل الفرس غالبا وسط الجهة الخلفية للرأس وهذا هو النوع الأكثر شيوعا. يمكن أيضا أن تكون في أحد جانبي الرأس فوق أحد الأذنين أو مباشرة فوق الرأس، مما يجعل الشعر ينسدل على مؤخرة الرأس أو أحد جانبيه. قد يفصل الشعر إلى قسمين، وإذا كان كل من هذين القسمين فوق أحد الأذنين يسميان أحيانا أذني الكلب، أما إذا كانا مظفورين فيسميان بالجديلتين أو الضفيرتين.

## التسمية
السابة، من السيْب الذي هو شعر ذنب الفرس.

## تسريحة نسائية

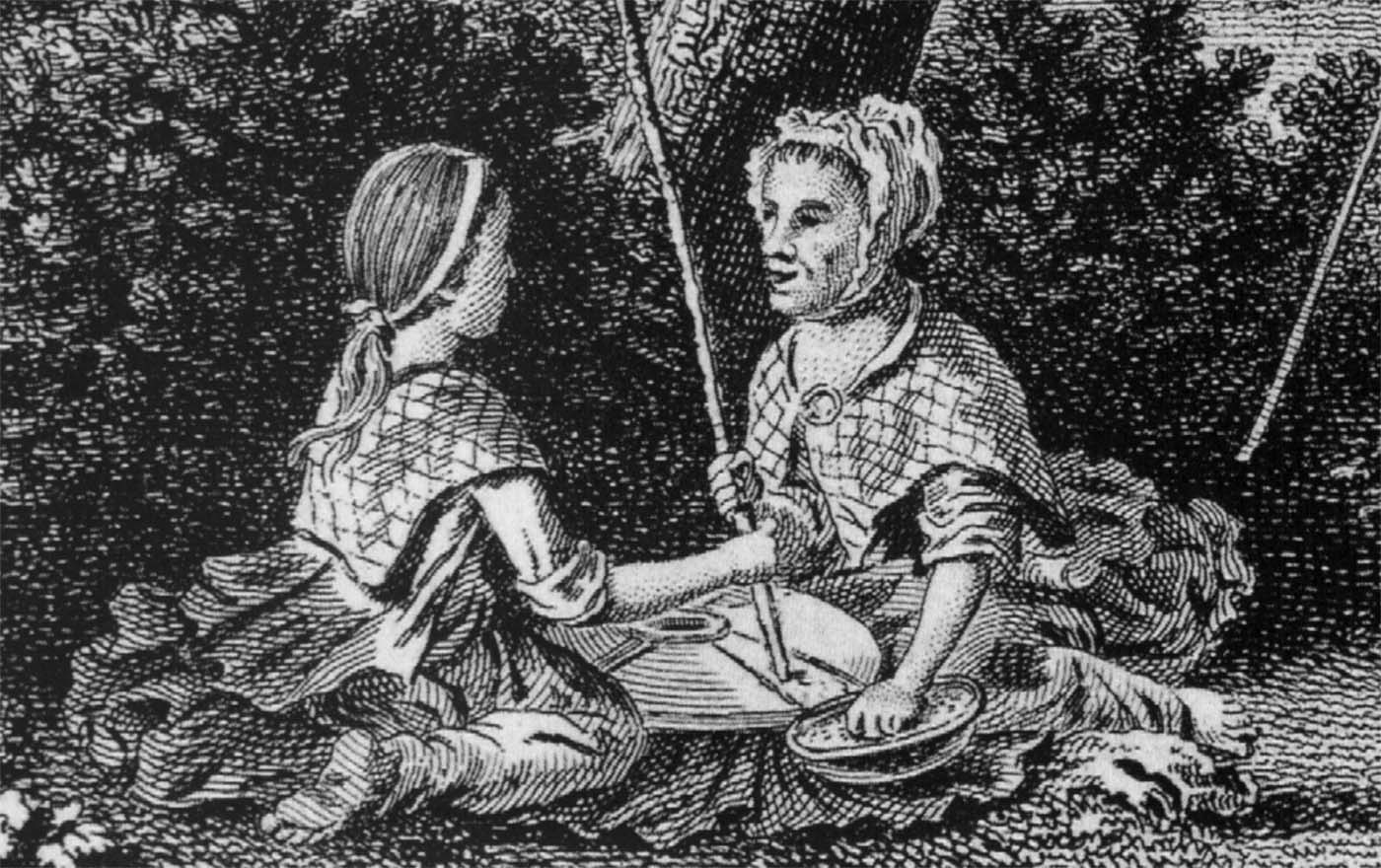
رسم قديم يبين فتاة (اليسار) شعرها مسرح على شكل ذيل حصان

بعكس الفتيات، فالنساء المواكبات للموضة الأوروبية في الحقبة الجورجية والقرن 20 لم يقبلن على تسريحة ذيل الحصان باعتبارها تسريحة غير محترمة.
اليوم تعتبر تسريحة ذيل الحصان شائعة بين كل من النساء والفتيات، في الحياة اليومية وفي اللقاءات الرسمية أو اثناء ممارسة الرياضة. وتنتشر بين الفتيات في سنوات الدراسة لعدة اسباب منها أن تحريك الشعر وسدله مرتبط بالشباب إضافة إلى بساطة التسريحة. تسريحة ذيل الحصان قد تعبر عن الشخصية، فقد تبين الحيوية والنشاط أو الجرأة.

## تسريحة رجالية

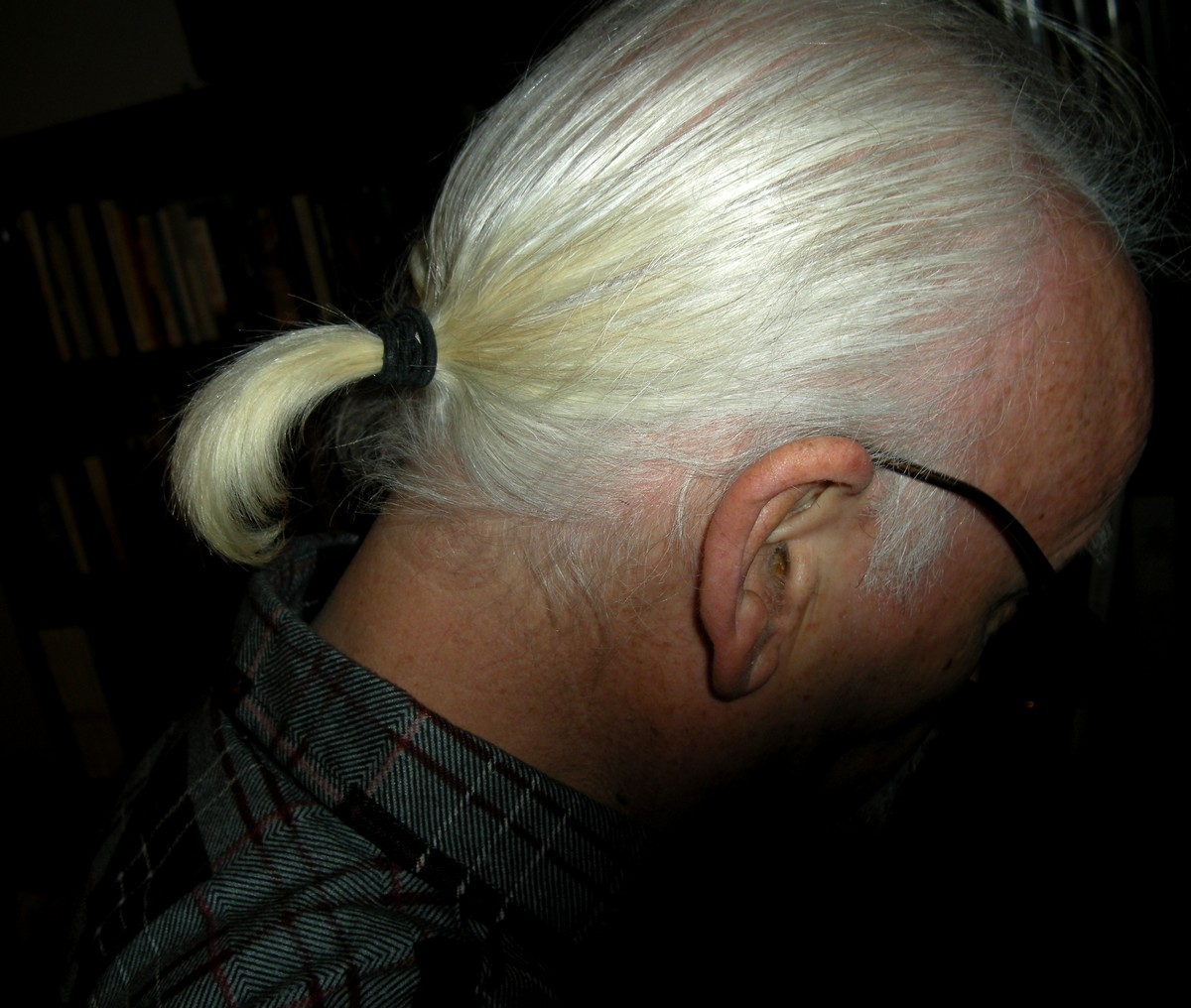
شعر رجل أبيض مصفف على شكل ذيل حصان قصير

### تاريخيا
انتشرت تسريحة ذيل الحصان بين الرجال بأوروبا خلال النصف الثاني من القرن 18، لكن التسريحة كانت تعرف حينها باسم كيو (بالفرنسية: queue)‏ وكان يوضع الشعر المربوط أحيانا في كيس حريري بذل تركه مسدولا. ظلت التسريحة الأكثر انتشارا بين الرجال في الجيوش الأوروبية إلى أن اختفت في القرن 19. كان الجيش البريطاني أول من منع قصة شعر ذيل الحصان، وبعد نهاية الحروب النابوليونية فرضت اغلبية الجيوش على جنودها عدم إطالة شعرهم.
في آسيا، كانت تسرية كيو خاصة بالرجال، وانتشرت بين شعب المانشو المنحدرين من مانشوريا الوسطى ثم انتقلت إلى شعب الهان أثناء
حكم سلالة تشينغ للصين، فانتشرت التسريحة بين الرجال الصينيين من سنة 1645 إلى سنة 1910.

### في الزمن المعاصر
في سبعينيات القرن 20 عرفت تسريحة ذيل الحصان شيوعا بين الرجال وأصبح معظم الرجال يفضلون الشعر الطويل، وذلك بسبب فرق الروك في السبعينيات والتي أشهرت هذه التسريحة.
في الثمانينات ظهر شكل جديد من ذيل الحصان الرجالي، والذي يتميز بكونه أقصر من ذيل الحصان الشائع.
يقوم الرجال ذوي الشعر الطويل بربطه من حين لآخر على شكل ذيل حصان متجه لخلف، وغالبا ما يتفادون ربطه فوق أو جانب الرأس.

## مشاكل صحية
يعاني كثير ممن يصففون شعرهم على شكل ذيل حصان وخصوصا من يجمعونه بإحكام من فقدان الشعر، و قد يشعرون أحيانا بصداع.:761:645